# Іньїґо Кінтеро
Іньїґо Кінтеро Дольз дель Кастеяр (Ла-Корунья, 12 грудня 2001), більш відомий під своїм сценічним псевдонімом Іньїґо Кінтеро, — іспанський співак і композитор. Він став популярним завдяки пісні «Якщо тебе немає» у 2023 році, досягнувши першого місця в чартах Іспанії, Франції та Швейцарії, зокрема.

## Біографія
Батьки Іньїґо Кінтеро походять з муніципалітету Пуентедеуме, де зараз вони керують аптекою. У нього семеро братів і сестер: Ана, Боско, Карлос, Хайме, Хорхе, Хосемарія та Пабло. Він навчався в Peñarredonda Development College у столиці Корунья, пов'язаному з Опус Деі. Він закінчив навчання психології та викладання в Університетському центрі Вільянуева (CUV), приєднаному до Мадридського університету Комплутенсе, і проживав у коледжі Майор Монклоа.
У вересні 2022 року він випустив свій сингл «Якщо тебе немає» на Spotify ; тексти пісень безпосередньо розповідають про його стосунки з Богом, хоча вони також мають інші тлумачення, такі як історія розбитого серця між людьми або відсутність коханої людини. Це сталося лише через рік, коли воно стало вірусним завдяки соціальній мережі TikTok. Лише за тиждень пісню на Spotify прослухали шість мільйонів разів. У жовтні 2023 року його переглянули понад сто шістдесят шість мільйонів переглядів. 23 жовтня того ж року вона стала першою піснею у світі на Spotify, ставши першою піснею сольного іспанського виконавця, якому вдалося досягти цього самотужки.

## Дискографія

### Сингли
- Якщо тебе немає (2022)
- Передозування (2023)
- Це буде для вас (2023)
- Немає часу танцювати (2023)